# Gyronotus
Gyronotus is een geslacht van kevers uit de familie van de bladsprietkevers (Scarabaeidae). De wetenschappelijke naam van het geslacht werd in 1874 voorgesteld door de Nederlandse diplomaat en entomoloog Johan Wilhelm van Lansberge.
Noot: In 1948 werd de naam Gyronotus door Malcolm Cameron opnieuw gebruikt voor een geslacht van kortschildkevers. Dat junior homoniem is geen beschikbare naam, en is inmiddels vervangen door Marecon.

## Soorten
- Gyronotus carinatus Felsche, 1911
- Gyronotus dispar Felsche, 1911
- Gyronotus fimetarius Kolbe, 1894
- Gyronotus glabrosus Scholtz & Howden, 1987
- Gyronotus mulanjensis Davis, Scholtz & Harrison, 1999
- Gyronotus perissinottoi Moretto, 2013
- Gyronotus pumilus (Boheman, 1857)
- Gyronotus schuelei Moretto, 2013